# Dactylorhiza romana
Dactylorhiza romana is een Europese orchidee.
Het is een soort van het midden- en oostelijke Middellandse Zeegebied die wat lijkt op de vlierorchis (Dactylorhiza sambucina), en eveneens in twee kleurvormen - geel en rood - voorkomt, maar ongevlekte bloemen heeft.

## Kenmerken
Dactylorhiza romana is een overblijvende plant die door middel van wortelknollen overwintert (geofyt). Het is een tot 35 cm hoge plant met drie tot negen lichtgroene, in een rozet geplaatste, ongevlekte, lijnlancet- tot lancetvormige bladeren, één tot vier kleinere stengelbladeren, en een ijle tot dichte, ovale tot cilindrische aar met talrijke bloemen met groene schutbladen die langer zijn dan de bloemen.

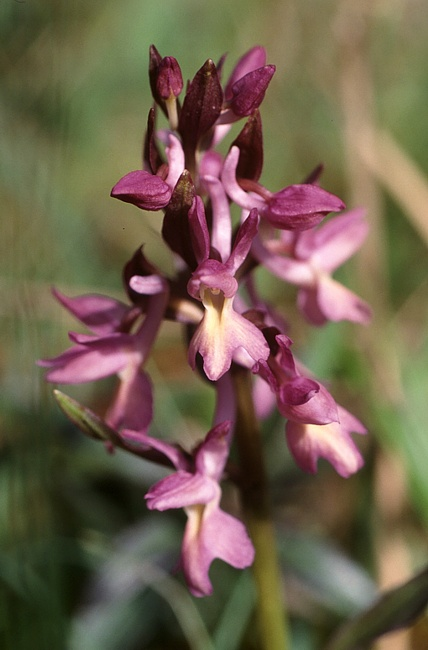
rode vorm

De bloemen zijn klein en meestal witgeel, minder algemeen rood. De zijdelingse kelkbladen zijn asymmetrisch ovaal en staan rechtop, het bovenste kelkblad vormt samen met de smallere kroonbladen een helmpje. De lip is tot 12 mm breed en 18 mm lang, drielobbig, licht convex, de zijlobben naar achter teruggeslagen. De middenlob is minstens even breed en langer dan de zijlobben. De lip is aan de randen feller gekleurd dan de rest van de bloem, maar in het centrum bleek en ongevlekt. De spoor is steil naar boven gebogen, robuust, cilindrisch, met afgeronde top, langer dan het vruchtbeginsel.
De bloeitijd is van maart tot juni.

## Habitaten verspreiding
De soort stel weinig eisen aan zijn habitat; hij is te vinden op vochtige tot droge, alkalische tot zure bodems in volle zon of schaduw, zoals in garrigues, onder struikgewas, en in lichte bossen, tot op 2000 m hoogte.
De plant komt voor in het gehele Middellandse Zeegebied, oostelijk aansluitend tot Centraal-Azië. Hij komt lokaal voor, maar kan op plaatsen zeer abundant zijn. De populatie in het westelijke Middellandse Zeegebied werd voorheen opgevat als een aparte soort of ondersoort, markusii.

## Verwante en gelijkende soorten
Alle Dactylorhiza-soorten lijken veel op elkaar. Ze kan van de vlierorchis (D. sambucina) onderscheiden worden door de ongevlekte bloemen. Net als de vlierorchis heeft Dactylorhiza romana een rode vorm, maar die is minder algemeen en komt op bijvoorbeeld Cyprus niet voor.

## Etymologie en naamgeving
- Basioniem: Orchis romana Sebast. (1813)[1]
  - Dactylorhiza sambucina subsp. romana (Sebast.) Bornm. (1928)
  - Dactylorhiza romana (Sebast.) Soó (1962)

Synoniemen
- Orchis lucana Spreng. (1815)
- Orchis natalis Tineo (1817)
- Orchis sicula Tineo (1817)
  - Dactylorhiza sicula (Tineo) Aver. (1984)
  - Dactylorhiza romana var. sicula (Tineo) Soó (1962)
- Orchis pseudosambucina Ten. (1820)
  - Orchis mediterranea subsp. pseudosambucina (Ten.) Klinge (1898)
  - Dactylorhiza sulphurea subsp. pseudosambucina (Ten.) Franco (1978)
  - Dactylorhiza sambucina subsp. pseudosambucina (Ten.) H.Sund. (1980)
- Orchis markusii Tineo (1846)
  - Dactylorhiza markusii (Tineo) H.Baumann & Künkele (1981)
  - Dactylorhiza romana subsp. markusii (Tineo) Holub (1984)
- Orchis mediterranea Klinge (1898) non Guss. (1820), nom. illeg.
- Orchis mediterranea subsp. siciliensis Klinge (1898)
  - Orchis siciliensis (Klinge) A.W.Hill (1938)
  - Dactylorhiza romana subsp. siciliensis (Klinge) Soó (1962)
- Orchis romana subsp. libanotica (Mouterde) Aver. (1966)
  - Dactylorhiza libanotica (Mouterde) Aver. (1984)
  - Dactylorhiza romana subsp. libanotica (Mouterde) Kreutz (2007)

De soortaanduiding romana betekent "romeins" en verwijst in dit geval naar de stad Rome, waar de soort werd gevonden in het Pigneto di Sacchetti.

## Ondersoorten
- Dactylorhiza romana subsp. georgica (Klinge) Soó ex Renz & Taubenheim (1983) [ Turkije tot Iran en Turkmenistan ]
  - basioniem: Orchis mediterranea subsp. georgica Klinge (1898)
  - Orchis georgica (Klinge) Medw. (1919)
  - = Orchis flavescens K.Koch (1849)
    - Dactylorhiza flavescens (K.Koch) Holub (1976)

  - = Dactylorhiza ruprechtii Aver. (1983)
- Dactylorhiza romana subsp. guimaraesii (E.G.Camus) H.A.Pedersen (2006) [ Portugal, Spanje, Marokko, Algerije ]
  - basioniem: Orchis romana var. guimaraesii E.G.Camus (1928)
  - Dactylorhiza guimaraesii (E.G.Camus) P.Delforge (2015)
  - = Orchis sulphurea Link (1806)
    - Dactylorhiza sulphurea (Link) Franco (1978)

D. alpestris · 
D. aristata · 
D. atlantica · 
D. baumanniana · 
D. cordigera · 
D. cyrnea · 
D. czerniakowskae · 
D. durandii · 
D. elata (Grote rietorchis) · 
D. euxina · 
D. foliosa · 
D. francis-drucei · 
D. fuchsii (Bosorchis) · 
D. graggeriana · 
D. hatagirea · 
D. iberica · 
D. incarnata (Vleeskleurige orchis) · 
D. insularis · 
D. isculana · 
D. kafiriana · 
D. kerryensis · 
D. kulikalonica · 
D. lapponica · 
D. maculata (Gevlekte orchis) · 
D. maculata subsp. elodes (Tengere heideorchis) · 
D. maculata subsp. ericetorum (Heideorchis) · 
D. maculata subsp. savogiensis · 
D. magna · 
D. majalis (Brede orchis) · 
D. osmanica · 
D. phoenissa · 
D. praetermissa (Rietorchis) · 
D. praetermissa var. junialis (Gevlekte rietorchis) · 
D. purpurella (Purperrode orchis) · 
D. romana · 
D. russowii · 
D. saccifera · 
D. salina · 
D. sambucina (Vlierorchis) · 
D. sibirica · 
D. sphagnicola (Veenorchis) · 
D. sudetica · 
D. traunsteineri (Smalle orchis) · 
D. traunsteinerioides · 
D. umbrosa · 
D. urvilleana · 
D. viridis (Groene nachtorchis)